# Joan Baptista Martí i Catà
Joan Baptista Martí i Catà   () fou un compositor català actiu durant la segona meitat del segle XVI i el principi del XVII.
L'any 1543 succeí a Joan Brudieu, que dimití per causes desconegudes, com a mestre de capella de la catedral de la Seu d'Urgell. Es mantingué en el càrrec fins a l'octubre del 1545, que Brudieu retornà definitivament al seu antic lloc. En 1607-12 i 1615-18 ocupà el magisteri de capella de l'església de Santa Maria del Mar de Barcelona, aquest cop com a successor de Joan Borgueres. Se n'han conservat algunes composicions de caràcter religiós a la Biblioteca de Catalunya i a l'Orfeó Català.